# Kaupichthys atronasus
Kaupichthys atronasus är en fiskart som beskrevs av Schultz, 1953. Kaupichthys atronasus ingår i släktet Kaupichthys och familjen Chlopsidae. Inga underarter finns listade i Catalogue of Life.
Denna fisk blir upp till 12 cm lång. Kännetecknande är en svart nos och bruna fläckar på andra delar av huvudet och kroppen. Liksom hos andra ålartade fiskar är bålen smal och långsträckt. Rygg- och analfenan är sammalnänkade med stjärtfenan. Djuret har rötformiga näsborrar och hudveck vid gälöppningarna. Bakom ögonen är grundfärgen vit och efter bröstfenan lite mörkare.
Arten förekommer främst i östra Indiska oceanen och västra Stilla havet från Java till Oceanien och norrut till små öar i södra Japan. Avskilda populationer finns vid Chagosöarna och i Röda havet. Fisken dyker till ett djup av 20 meter. Den gömmer sig i korallrev och andra klippor.
Beståndet hotas regionalt av korallrevens försvinnande. Hela populationen bedöms som stor. IUCN listar arten som livskraftig (LC).